# Шахид, Лейла
Ле́йла Шахи́д (13 июля 1949, Бейрут) — палестинский политик, представитель Палестины в Европейском союзе. До этого в течение 12 лет занимала пост представителя Палестины в Париже.
Принадлежит к семье Аль-Хусейни, считающейся одной из влиятельнейших палестинских семей. Изучала антропологию и психологию в Американском Университете Бейрута. В 1978 году вышла замуж за марокканского писателя Мохаммеда Беррада и обосновалась в Марокко. Представляла Организацию освобождения Палестины в Ирландии, затем работала директором информационного бюро Организации в Гааге, занимая в то же время пост представителя Палестины в Голландии и Дании. В период между 1993 и 2005 годами работала представителем Палестины во Франции, после неё эту должность заняла Хинд Хури. Впервые посетила оккупированные палестинские территории в 1994 году.